# Liste der Kulturgüter in Zuzwil SG
Die Liste der Kulturgüter in Zuzwil SG enthält alle Objekte in der Gemeinde Zuzwil im Kanton St. Gallen, die gemäss der Haager Konvention zum Schutz von Kulturgut bei bewaffneten Konflikten, dem Bundesgesetz vom 20. Juni 2014 über den Schutz der Kulturgüter bei bewaffneten Konflikten sowie der Verordnung vom 29. Oktober 2014 über den Schutz der Kulturgüter bei bewaffneten Konflikten unter Schutz stehen.
Objekte der Kategorie A sind im Gemeindegebiet nicht ausgewiesen, Objekte der Kategorie B sind vollständig in der Liste enthalten, Objekte der Kategorie C (lokale Bedeutung) fehlen zurzeit (Stand: 1. Januar 2023).

## Kulturgüter
| Foto |                                                                                 | Objekt                                                | Kat. | Typ | Standort                                     | Beschreibung |
| ---- | ------------------------------------------------------------------------------- | ----------------------------------------------------- | ---- | --- | -------------------------------------------- | ------------ |
| BW   | Datei hochladen · Wikidata zu Leuberg, mittelalterliche Burgstelle (Q135218183) | Leuberg, mittelalterliche Burgstelle KGS-Nr.: 00919   | B    | F   | Leuberg 726345 / 260163                      |              |
| ja   | Datei hochladen · Wikidata zu Rotes Haus, ehemaliges Zehntenhaus (Q29787026)    | Rotes Haus (ehemaliges Zehntenhaus) KGS-Nr.: 08429    | B    | G   | Hinterdorfstrasse 26 726267 / 259527         |              |
| ja   | Datei hochladen · Wikidata zu Kirche St. Maria Magdalena (Q29787028)            | Katholische Kirche St. Maria Magdalena KGS-Nr.: 08431 | B    | G   | Züberwangen, Dorfstrasse 436 724030 / 258540 |              |